# Bronzina

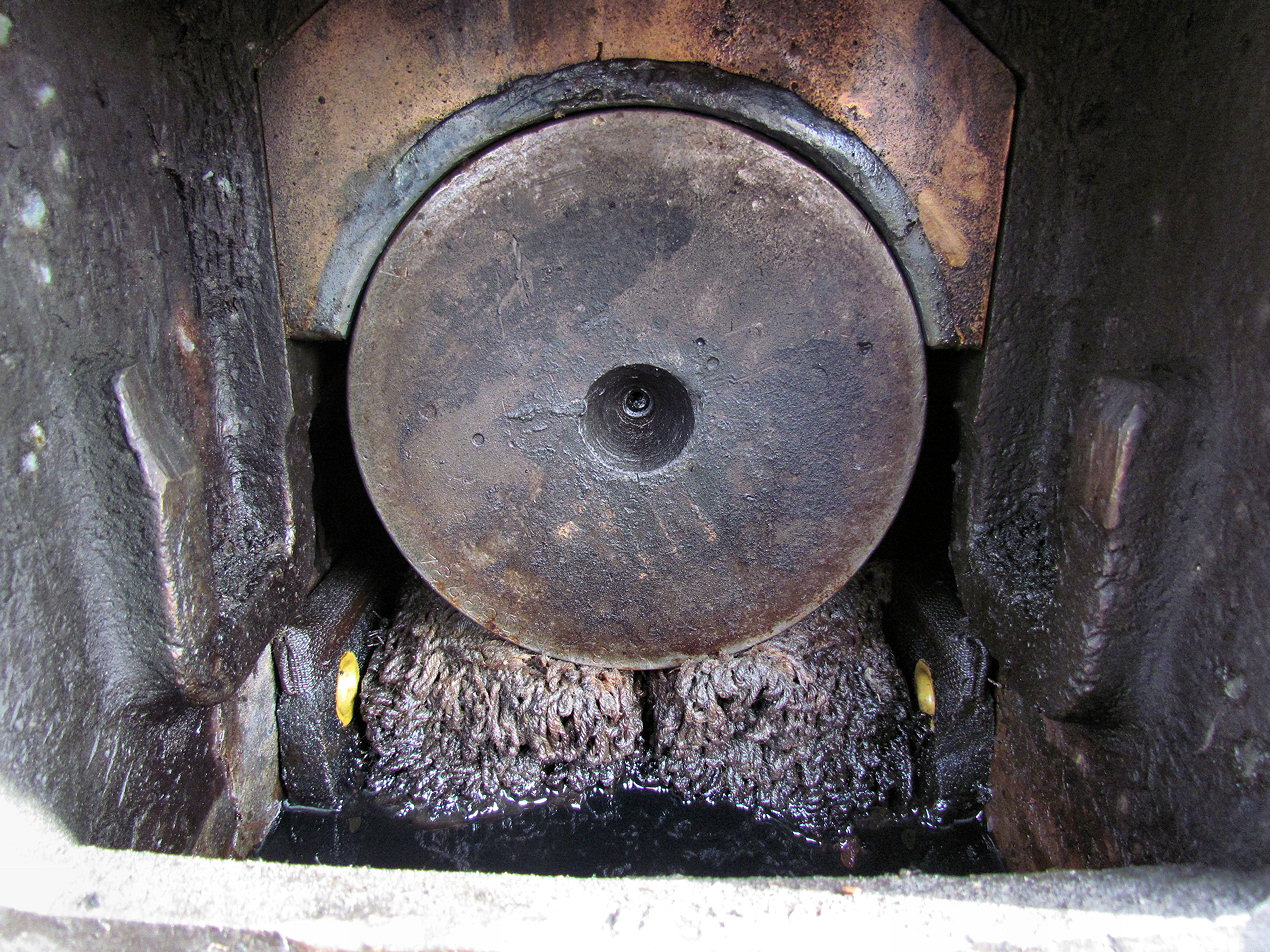
Bronzina em uma locomotiva S-Motor 1906 mostrando o eixo, rolamento, suprimento de óleo e almofada de óleo

Uma bronzina é o tipo mais simples de mancal, compreendendo apenas uma superfície de rolamento e nenhum elemento rolante. Portanto, o munhão (ou seja, a parte do eixo em contato com a bronzina) desliza sobre a superfície da bronzina.